# Френк Ковач
Френк Ковач (англ. Frank Kovacs; 4 грудня 1919 — лютий 1990) — колишній американський тенісист.
Найвищу одиночну позицію світового рейтингу — 1 місце досяг 1945 року (за даними WPTA).
Здобув 42 одиночні титули.
Найвищим досягненням на турнірах Великого шолома був фінал в одиночному розряді.
Завершив кар'єру 1957 року.

## Фінали турнірів Великого шолома

### Одиночний розряд (1 поразка)
| Результат | Рік  | Турнір        | Покриття | Суперник    | Рахунок                 |
| --------- | ---- | ------------- | -------- | ----------- | ----------------------- |
| Поразка   | 1941 | Чемпіонат США | Трава    | Боббі Ріґґс | 6-8, 5-7, 6-3, 6-4, 2-6 |

### Турніри Про-Слем

#### Одиночний розряд: 8 (4–4)
| Результат | Рік  | Турнір                          | Покриття | Суперник     | Рахунок                 |
| --------- | ---- | ------------------------------- | -------- | ------------ | ----------------------- |
| Поразка   | 1950 | U.S. Pro                        | Ґрунт    | Панчо Сегура | 1–6, 6–1, 6–8, 4–4 ret. |
| Перемога  | 1951 | U.S. Pro (or International Pro) | Cement   | Панчо Сегура | 6–2, 3–6, 6–3, 1–6, 9–7 |